# Bhavin Swadas
Bhavin Swadas es un emprendedor en el área de la tecnología y escritor hindú. Es más conocido como fundador y director ejecutivo de Couponsaturn, una empresa de investigación en línea que desarrolla programas de encuestas y recompensas para los consumidores. También contribuye en The Film Daily.

## Carrera
Bhavin dejó su trabajo de ingeniería en eInfoChips en 2011 para seguir una carrera como bloguero y comercializador digital a tiempo completo para The Film Daily. En 2020, comenzó a trabajar en marketing en línea para su propio sitio web, CouponSaturn. En 2022, Swadas adquirió Couponstroller.